# کینجیلز وسکس
کینجیلز (به انگلیسی باستان: Cynegils، تلفظ: /kynejils /) (درگذشتهٔ حدود ۶۴۲) ششمین پادشاه ساکسون غربی از ۶۱۱ تا ۶۴۲ و نخستین فرمانروای وسکس بود که به دین مسیح درآمد.
او در ۶۱۴ همراه با پسرش کوئیچِلم (درگذشتهٔ ۶۳۶) با شکست بریتون‌ها در بامپتون در آکسفوردشایر جلوی پیشروی آنها را گرفت و کوئیچلم سعی کرد تا با اجیرکردن افرادی برای کشتن ادوین، پادشاه نورثامبریا از قدرت روزافزون آنها بکاهد. اما این تلاش او با شکست روبرو شد و ساکسون غربی پس از شکست در نبرد سال ۶۲۶ مجبور شد تا برتری ادوین را بپذیرد. درگیری بعدی کینجیلز با پندا، پادشاه مرسیا بود که در ۶۲۸ در سیرنستر با یکدیگر وارد جنگ شدند. اما او در این جنگ نیز شکست خورد و چنین برمی‌آید که مجبور شد بخشی از قلمرو پادشاهی خود را تسلیم پادشاهی مرسیا کند.
کینِجیلز در ۶۳۵ به دین مسیح درآمد و در همان سال در دورچستر در آکسفوردشایر غسل‌تعمید یافت. او سپس اسقف‌نشین دورچستر را در آنجا پایه‌گذاری کرد. کینجیلز در ۶۴۲ درگذشت و پس از او پسرش کِنوال به پادشاهی وسکس رسید.